# ون ژیفانگ
ون ژیفانگ (انگلیسی: Wen Zhifang؛ زادهٔ ۲۵ سپتامبر ۱۹۶۰) تیرانداز زن اهل چین بود. وی در بازی‌های المپیک تابستانی ۱۹۸۴ و ۱۹۸۸ حضور داشته‌است.